# Pépé le Moko
Pour plus de détails, voir Fiche technique et Distribution.
Pépé le Moko est un film français de Julien Duvivier sorti en 1937, avec Jean Gabin et Mireille Balin, d'après le roman éponyme d'Henri La Barthe.

## Synopsis
La police cherche à coincer le caïd du milieu parisien, Pépé le Moko, réfugié avec sa bande dans la Casbah d'Alger. Il y est intouchable, mais ne peut en sortir sans se faire arrêter. Sa vie bascule le jour où il tombe amoureux de Gaby, une jeune demi-mondaine, entretenue par un homme riche, passée là en touriste, représentant tout ce que la Casbah n'est pas : parisienne et sophistiquée. Cette relation est jalousée par Inès, maîtresse de Pépé. L'inspecteur Slimane, lui, suit tout cela très attentivement : il compte sur les développements de ce triangle amoureux pour faire sortir le caïd de sa planque. Il pourra ainsi le mettre en état d'arrestation.

## Fiche technique
- Titre : Pépé le Moko
- Réalisateur : Julien Duvivier
- Scénario : Julien Duvivier et Henri La Barthe, d'après le roman de ce dernier (sous le nom de Détective Ashelbé)[1]
- Adaptation : Jacques Constant[1]
- Dialogues : Henri Jeanson[1]
- Assistant réalisateur: Robert Vernay
- Montage : Marguerite Beaugé
- Image : Jules Kruger et Marc Fossard
- Son : Antoine Archimbaud
- Musique : Vincent Scotto et Mohamed Iguerbouchène
- Chanson : Où est-il donc ?, paroles d'André Decaye/Lucien Carol et musique de Vincent Scotto, est interprétée par Fréhel
- Décors : Jacques Krauss
- Production : Paris Film, Robert et Raymond Hakim
- Directeur de production : André Gargour
- Régisseur général : Jean Erard, Lucien Pinoteau
- Date de tournage : 1936
- Lieux de tournage : Casbah d'Alger, Sète et Marseille, pour les extérieurs, et dans les studios Pathé-Cinéma
- Pays de production :  France
- Format : Noir et blanc — 1.37:1 — Monophonique (RCA Photophone System) — 35 mm
- Genre : Policier, romantique
- Durée : 94 minutes
- Dates de sortie : 
  - France : 28 janvier 1937
  - États-Unis : 3 mars 1941

## Distribution
| - Jean Gabin : Pépé le Moko - Mireille Balin : Gaby Gould, la belle Parisienne - Line Noro : Inès, la maîtresse de Pépé - Lucas Gridoux : Slimane, l'inspecteur algérien - Fernand Charpin : Régis, l'indicateur - René Bergeron : l’inspecteur Meunier - Marcel Dalio : l’Arbi, un mouchard - Fréhel : Tania - Gilbert Gil : Pierrot, le jeune ami de Pépé - Gabriel Gabrio : Carlos, un homme de la bande - Saturnin Fabre : le grand-père - Roger Legris : Max, un homme de la bande | - Gaston Modot : Jimmy, un homme de la bande - Olga Lord : Aïcha - Renée Carl : la mère Tarte - Charles Granval : Maxime Kleep, protecteur de Gaby - Philippe Richard : l’inspecteur Janvier - Jean Temerson : M. Gravère, un ami de Maxime Kleep - Paul Escoffier : le commissaire Louvain - Robert Ozanne : Gendron - Georges Peclet : Barsac - Franck Maurice : un inspecteur - Antoine Mayor : un figurant dans le bled |

## Étymologie du titre
Moco est un nom propre servant à désigner les Méridionaux en général, mais les Toulonnais en particulier. Le mot a été inventé par les marins bretons qui, confrontés à ceux de Provence, reprochaient fréquemment à ces derniers d'émailler leurs phrases de : em'acò (avec ça), prononcé approximativement « 'm'oco » à Toulon. Le chef-d'œuvre de Julien Duvivier a une orthographe très parisienne.[réf. nécessaire]

## Production
L'essentiel du film est tourné dans la reconstitution de la Casbah, due à Jacques Krauss, aux studios de Joinville-le-Pont, le matériel lourd nécessité par le cinéma d'alors pouvant difficilement être utilisé dans les rues étroites de la Casbah, où seuls quelques plans d'extérieur seront réalisés. Ainsi, à son grand regret, Mireille Balin n'a-t-elle pas mis les pieds à Alger à cette occasion : elle est d'ailleurs doublée dans les plans larges de la scène finale sur le paquebot.

## Autour du film
- La grande chanteuse Fréhel joue le rôle d'une chanteuse oubliée du public — ce qu'elle avait été au début des années 1920 —. Dans une scène mémorable et poignante, vieillie et marquée par une dure vie, elle interprète sous la photo de ses vingt ans Où est-il donc ?, une chanson nostalgique qui évoque Paris, comme une allégorie cruelle du temps qui passe[3].
- Jean Gabin interprète lui-même dans ce film une chanson d'amour de ses débuts dans le music-hall à la Maurice Chevalier.
- Faux raccord remarqué : vers le milieu de l'histoire, quand Pépé le Moko porte une chemise sombre et que sa veste s'écarte, on a le temps de voir les initiales « J.G. » (Jean Gabin).
- C'est pour préparer le tournage de Pépé le Moko que Jean Gabin et Mireille Balin se rencontrent, et tombent sous le charme l'un de l'autre. Leur relation sentimentale, assez discrète, et leur relation professionnelle auront la même durée : jusqu'à la fin de Gueule d'amour, la même année[2].
- Pépé le Moko a par ailleurs eu une influence déterminante sur Casablanca.
- Remakes : Pépé le Moko fut ensuite adapté à deux reprises aux États-Unis : en 1938, sous le titre Algiers (en français Casbah) par John Cromwell, puis en 1948, sous le titre Casbah par John Berry.
- En 1949, le célèbre acteur comique italien Totò prit la place de Jean Gabin dans un film parodique : Totò le Moko, de Carlo Ludovico Bragaglia.
- Le film a bénéficié de plusieurs reprises en salles en France en août 1940, en janvier 1953 et en mai 1958[4].

## Réception critique
L'accueil de Pépé le Moko est triomphal en France et le film est également très bien accueilli à l'étranger, y compris aux États-Unis, malgré le moralisme du Code Hays et la censure, qui retarderont sa sortie dans plusieurs villes, comme New York, jusqu'en 1941.
Le film obtient au moins deux récompenses internationales :
- Prix japonais Kinema Junpo : meilleur film en langue étrangère en 1940 ;
- Prix américain du National Board of Review pour le meilleur film étranger en 1941.

« Pépé le Moko, c'est l'installation officielle, dans le cinéma français d'avant-guerre, du romantisme des êtres en marge, de la mythologie de l'échec. C'est de la poésie populiste à fleur de peau : mauvais garçons, filles de joie, alcool, cafard et fleur bleue », selon Jacques Siclier.
Dans une interview donnée en 1999 sur sa cinémathèque imaginaire, le cinéaste Jean-Pierre Mocky cite Pépé le Moko : « Dans les films français, Pépé le Moko de Julien Duvivier est pour moi un film phare. Il appartient aux films interprétés par des acteurs qui aujourd’hui n’existent plus, c’est-à-dire les seconds rôles qui pourraient être des premiers rôles. »
Lors de sa ressortie en salles en 1958, le film totalise 425 258 entrées, pour un cumul de 1 416 226 entrées depuis 1945.